# Werke von Antoni Gaudí (Welterbe)
Werke von Antoni Gaudí ist eine von der UNESCO gelistete Stätte des Weltkulturerbes in Spanien. Das Kulturerbe umfasst sieben Projekte des Architekten Antoni Gaudí in bzw. in der Umgebung von Barcelona, die Gaudís außergewöhnlich kreativen Beitrag zur Entwicklung der Architektur und Bautechniken im späten 19. und frühen 20. Jahrhundert veranschaulichen. Diese Denkmäler repräsentieren einen eklektischen sowie einen sehr persönlichen Stil, der sich bei der Gestaltung von Gärten, Skulpturen und allen dekorativen Künsten sowie der Architektur frei entfalten konnte.

## Hintergrund
Die Werke von Antoni Gaudí sind ein außergewöhnlicher und herausragender kreativer Beitrag zum architektonischen Erbe der Neuzeit. Sein Werk ist in dem besonderen Charakter der Zeit verwurzelt, einerseits aus traditionellen katalanischen patriotischen Quellen und andererseits aus dem technischen und wissenschaftlichen Fortschritt der modernen Industrie. Gaudís Werk ist eine bemerkenswerte Reflexion all dieser verschiedenen Facetten der Gesellschaft und hat einen einzigartigen und einmaligen Charakter. Tatsächlich sind seine Werke besonders mit der Moderne verbunden, und in diesem Sinne kann Gaudí als einer der herausragendsten in besonderer Weise repräsentativen Architekten der Moderne angesehen werden.
Gaudís Werk ist eine außergewöhnliche kreative Synthese mehrerer künstlerischer Schulen des 19. Jahrhunderts wie dem Arts and Crafts Movement, Symbolismus, Expressionismus und Rationalismus und ist direkter Ausdruck eines kulturellen Höhepunkts Kataloniens. Gaudí hat viele Ausdrucksformen und Techniken der Moderne des 20. Jahrhunderts vorgezeichnet und beeinflusst.

## Einschreibung
Die ersten drei Werke Gaudis wurden 1984 in die Liste des Welterbes aufgenommen. Diese waren der Parque Güell, der Palau Güell und die Casa Milà.
2005 folgte eine Erweiterung um vier weitere Bauten Gaudis in und um Barcelona. Die ursprüngliche Bezeichnung des Eintrags wurde dabei leicht abgewandelt.
Die Einschreibung erfolgte auf Grundlage der Kriterien (i), (ii) und (iv):
(i): Die Werke von Antoni Gaudí stellen einen außergewöhnlichen und herausragenden kreativen Beitrag zur Entwicklung der Architektur und Gebäudetechnik im späten 19. und frühen 20. Jahrhundert dar.

(ii): Gaudís Werk zeigt einen bedeutenden Austausch von Werten, die eng mit den kulturellen und künstlerischen Strömungen seiner Zeit verbunden sind, wie sie in der Moderne Kataloniens vertreten sind. Es erwartete und beeinflusste viele der Formen und Techniken, die für die Entwicklung des modernen Baues im 20. Jahrhundert relevant waren.

(iv): Gaudís Werk repräsentiert eine Reihe von herausragenden Beispielen für den Bau der Typologie in der Architektur des frühen 20. Jahrhunderts, sowohl der Wohn- als auch der Öffentlichkeit, deren Entwicklung er einen bedeutenden und kreativen Beitrag leistete.
| Ref.-Nr. | Bild | Name Lage                                                | Areal1                | Einschreibung |
| -------- | ---- | -------------------------------------------------------- | --------------------- | ------------- |
| 320-001  |      | Parque Güell (Lage)                                      | K: 10,79 ha P: 9,4 ha | 1984          |
| 320-002  |      | Palau Güell (Lage)                                       | K: 0,17 ha P: 3,66 ha | 1984          |
| 320-003  |      | Casa Milà (Lage)                                         | K: 0,5 ha P: 11,17 ha | 1984          |
| 320-004  |      | Casa Vicens (Lage)                                       | K: 0,12 ha P: 4,23 ha | 2005          |
| 320-005  |      | Geburtsfassade und Krypta der Sagrada Família (Lage)     | K: 0,19 ha P: 7,22 ha | 2005          |
| 320-006  |      | Casa Batlló (Lage)                                       | K: 0,46 ha P: 1,02 ha | 2005          |
| 320-007  |      | Krypta in Santa Coloma de Cervelló, Colònia Güell (Lage) | K: 0,22 ha P: 0,32 ha | 2005          |

Anmerkungen:
1. Areal: Fläche der Einzelstätte mit Kern- (K) und Pufferzone (P).